# Franz Treller
Franz Treller, né le 15 octobre 1839 à Cassel et mort le 28 juin 1908 au même endroit, est un acteur de théâtre, metteur et scène et écrivain de romans d'aventure pour la jeunesse prussien.

## Biographie
Franz Treller naît dans la famille d'un cordonnier. Il fait des études secondaires et devient employé de banque, mais il s'intéresse beaucoup plus au théâtre. Finalement, il prend des cours d'art dramatique et devient acteur de théâtre à Oldenbourg, Brême et Königsberg. Il est ensuite régisseur, metteur en scène et dirige le théâtre allemand de Riga, jusqu'à ce qu'il soit incendié en 1868. Il écrit aussi des pièces à cette époque. Il poursuit ensuite sa carrière à Moscou et à Vienne, puis retourne à Cassel, où il est rédacteur en chef du Kasseler Allgemeinen Zeitung. Ensuite, il se consacre totalement à la littérature à partir de 1890 et meurt dans sa ville natale à l'âge de soixante-huit ans.

## Œuvre
Le souvenir de Treller demeure grâce à ses romans d'aventure, dans le style de Karl May, qu'il publie aussi dans la collection Der Gute Kamerad et ailleurs. Ces livres ont connu un grand succès populaire, jusqu'aux changements sociétaux de 1968.
Il écrit d'abord des romans historiques de cape et d'épée, comme Vergessene Helden, qui ont souvent la Hesse pour décor et trame historique, puis des romans d'aventure variés, avec la Prairie et les Indiens pour trame, ce qui concurrence Karl May. Il est publié aussi dans le livre de Noël annuel de la collection Das Neue Universum et dans d'autres maisons d'édition qui élargissent son jeune public.

## Quelques œuvres

### Romans
- Der Sohn des Gauchos
- Der Gefangene des Aimaras
- Der König der Miamis
- Verwehte Spuren
- Der Enkel der Könige
- Eine versunkene Welt
- Vergessene Helden
- Das Kind der Prärie
- Der Held von Trenton

### Pièces de théâtre
- Des Königs Narr